# Heraclia indecisa
Heraclia indecisa là một loài bướm đêm trong họ Noctuidae.